# Nicholas Lea
Nicholas Lea, de son vrai nom Nicholas Christopher Schroeder, est un acteur canadien né le 22 juin 1962 à New Westminster, en Colombie-Britannique (Canada). Il se présente comme Nick Lea.
En France, Nicholas Lea est principalement connu pour son interprétation d'Alex Krycek dans la série X-Files : Aux frontières du réel.

## Biographie
Nicholas Lea est né le 22 juin 1962 à New Westminster, en Colombie-Britannique (Canada).
Il a servi dans la marine canadienne.

## Filmographie

### Cinéma

#### Longs métrages
- 1989 : American Boyfriends de Sandy Wilson : Ron
- 1990 : Xtro II : The Second Encounter d'Harry Bromley Davenport : Baines
- 1994 : The Raffle de Gavin Wilding : David Lake
- 1995 : Duo mortel (Bad Company) de Damian Harris : Jake
- 2000 : Vertical Limit de Martin Campbell : Tom McLaren
- 2001 : A Shot in the Face de Dave Hansen : Un cambrioleur
- 2001 : Lunch with Charles de Michael Parker : Matthew
- 2001 : Mise à feu (Ignition) d'Yves Simoneau : Peter Scanlon
- 2001 : Un éléphant à la maison (The Impossible Elephant) de Martin Wood : Steven Harris
- 2003 : Moving Malcolm de Benjamin Ratner : Herbert
- 2003 : See Grace Fly de Pete McCormack : Un homme (voix)
- 2005 : Chaos de Tony Giglio : Inspecteur Vincent Durano
- 2007 : Le Chantage (Butterfly on a Wheel) de Mike Barker : Jeremy Crane
- 2007 : American Venus de Bruce Sweeney : Dougie
- 2008 : Vice de Raul Inglis : Jenkins
- 2008 : Nicole et Martha (Dancing Trees) d'Anne Wheeler : Détective Velez
- 2008 : Crime de Mike Barker : Le coach
- 2008 : Mothers&Daughters de Carl Bessai : Un invité à la fête
- 2009 : Excited de Bruce Sweeney : Skidder
- 2010 : Guido Superstar : The Rise of Guido de Silvio Pollio : Mr l'autre homme
- 2012 : Crimes of Mike Recket de Bruce Sweeney : Mike Recket
- 2017 : Le Dernier Jour de ma vie (Before I Fall) de Ry Russo-Young : Dan Kingston
- 2018 : Apparence trompeuse (The Lie) de Veena Sud : Détective Barnes
- 2018 : Status Update : Coach Milligan

#### Courts métrages
- 1993 : From Pig to Oblivion de Simon Barry
- 2007 : Hastings Street de Larry Kent : Charlie (voix)
- 2014 : Working Class Heroes de Tom Scholte : Wilchuk

### Télévision

#### Séries télévisées
- 1991 - 1994 : L'As de la crime (The Commish) : Ricky Caruso
- 1993 : Les Trois As (The Hat Squad) : Brett Halsey
- 1993 : Au nord du 60e (North Of 60) : 2nd Lieutenant Lloyd Hillard
- 1993 : Madison : Jack
- 1994 : E.N.G. : Jeffrey Leggett
- 1994 : Les anges gardiens (Robin's Hoods) : Loren Faber
- 1994 / 1996 : Highlander : Rodney Lange / Cory Raines
- 1993 - 2002 : X-Files : Aux frontières du réel (The X-Files) : Michael / Alex Krycek
- 1995 : The Marshal : Ray Turner
- 1995 : Taking the Falls : Mac Stringer
- 1995 - 1996 : Sliders : Les Mondes parallèles (Sliders) : Ryan Simms
- 1995 / 1999 : Jake and the Kid : Tony Edwards / Mack Smith
- 1996 : Burning Zone : Menace imminente (The Burning Zone) : Philip Padgett
- 1996 : Lonesome Dove : The Outlaw Years :
- 1996 - 1998 : Les Repentis (Once a Thief) : Victor Mansfield
- 1997 : Moloney : Anson Greene
- 1998 - 1999 : Au-delà du réel : L'aventure continue (Outer Limits) : Mac 27 / Jacob Hardy
- 2002 : NYPD Blues : Frank Colohan
- 2003 - 2004 : Andromeda : Tri-Lorn
- 2004 : Les experts (CSI : Crime Scene Investigation) : Chris Bezich
- 2004 : Amy : Vincent Canello
- 2006 : Whistler : Ethan McKaye
- 2006 : Drive : Mr. Bright
- 2006 - 2009 : Kyle XY : Tom Foss
- 2007 - 2008 : Men in Trees : Leçons de séduction (Men in Trees) : Eric
- 2009 : FBI : Portés disparus (Without a Trace) : Raymond Walsh
- 2009 : Burn Notice : Quinn Luna
- 2010 : Les Experts : Miami (CSI : Miami) : Donald Newhouse
- 2010 - 2011 : V : Joe Evans
- 2012 : Once Upon a Time : Michael Tillman
- 2012 : Supernatural : Eliot Ness
- 2012 - 2013 : Continuum : Agent Gardiner
- 2013 : The Killing : Dale Daniel Shannon
- 2013 : King and Maxwell : Theo Bancroft
- 2014 : Arrow : Mark Frances
- 2016 : NCIS : Nouvelle-Orléans (NCIS : New Orleans) : Colonel Samuel Nilsen
- 2018 : ReBoot : le code du gardien (ReBoot : The Guardian Code) : Mark Rowin
- 2018 : The Bletchley Circle : San Francisco : George Mason
- 2018 : Take Two, enquêtes en duo (Take Two) : Marcus Cutler
- 2019 : The Twilight Zone : La quatrième dimension (The Twilight Zone) : Capitaine Donner
- 2019 : The InBetween : Jace Gray
- 2020 - 2021 : The Stand : Norris
- 2023 : La Chute de la maison Usher (mini-série) : Juge John Neal
- 2023 : Good Doctor : Stewart, Joe
- 2025 : Tracker : Noah Darview (saison 2, épisode 9)

#### Téléfilms
- 1996 : Les Repentis (Once a Thief) de John Woo : Victor Mansfield
- 1997 : Une seconde chance (Their Second Chance) de Mel Damski : Roy
- 1997 : Once a Thief : Brother Against Brother d'Allan Kroeker et David Wu : Victor Mansfield
- 1998 : Once a Thief : Family Business de T.J. Scott : Victor Mansfield
- 2000 : Kiss Tomorrow Goodbye de Jason Priestley : Dustin Yarma
- 2001 : Earth Angels de Toni Graphia : Maximillian
- 2002 : The Investigation d'Anne Wheeler : Les Forsythe
- 2003 : Ultimate Limit (Threshold) de Chuck Bowman : Dr. Jerome 'Geronimo' Horne
- 2005 : Cyclone Catégorie 7 : Tempête mondiale (Category 7 : The End Of the World) de Dick Lowry : Monty
- 2005 : Un amour vulnérable (Deadly Isolation) de Rodney Gibbons : Patrick Carlson / Jeff Watkins
- 2011 : Dangereuse obsession (Obsession) de George Erschbamer : Sebastian Craig
- 2012 : Le Projet Philadelphia, l'expérience interdite (The Philadelphia Experiment) de Paul Ziller : Bill Gardener
- 2017 : Disparitions sur le campus(Campus Caller) de George Erschbamer : Professeur Drake

## Voix françaises
En France, Guy Chapellier, est la voix française régulière de Nicholas Lea. Mathieu Buscatto, l'a également doublé à huit reprises.